# Nemospiza
Nemospiza conspicillata es una especie de araña araneomorfa de la familia Araneidae. Es el único miembro del género monotípico Nemospiza. Es originaria de Sudáfrica.